# George van Lalaing
George van Lalaing, beter bekend als graaf van Rennenberg of kortweg Rennenberg (Hoogstraten 1536 – Groningen 23 juli 1581), was stadhouder van Friesland, Groningen, Drenthe en Overijssel. Hij was afkomstig uit een Henegouws geslacht van landsbestuurders. Zijn ouders waren Filips van Lalaing, tweede graaf van Hoogstraten, en Anna van Rennenberg. In de Nederlandse geschiedenis is hij vooral bekend geworden door zijn als 'verraad' gebrandmerkte overgang naar Spaanse zijde tijdens de Tachtigjarige Oorlog: na de Pacificatie van Gent in 1576 was hij door de Staten Generaal aangesteld tot stadhouder in de genoemde gewesten, maar na de verovering van de steden Kampen en Deventer voor de Staten verklaarde hij zich in maart 1580 voor de koning van Spanje.

## Staatse stadhouder

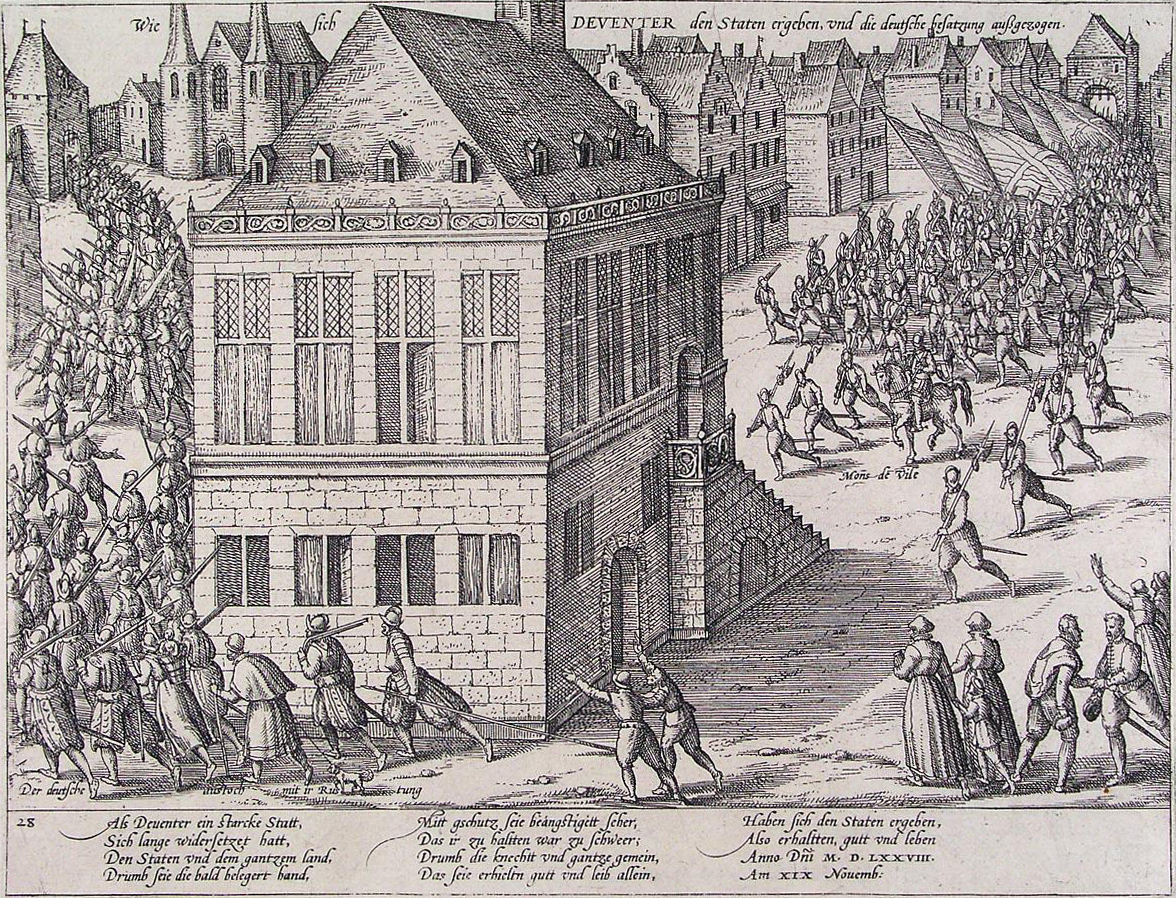
Rennenberg, rechts op paard afgebeeld, neemt Deventer in.

Op voordracht van Willem van Oranje werd Rennenberg in 1576 benoemd tot stadhouder van de genoemde noordelijke gewesten. Vanaf december 1573 was Caspar de Robles stadhouder geweest, maar die werd op 23 november 1576 door zijn eigen troepen in Groningen gevangengenomen, op instigatie van een Waalse agent-provocateur, François Stella. In zijn instructie werd hem opgedragen een regeling te treffen met het Spaanse garnizoen in Groningen, zodat de stad daarvan bevrijd werd.
Rennenberg probeerde zijn gewesten, binnen het kader van de Pacificatie van Gent, voor het katholieke geloof te behouden. Toen Don Juan van Oostenrijk in juli 1577 blijk gaf het Eeuwig Edict niet meer na te leven en daarmee de oorlog voort te zetten, werd het steeds moeilijker de gemoederen te bedaren doordat de protestanten in vooral Vlaanderen, Brabant, Holland en Zeeland verder radicaliseerden, vooral na de verpletterende nederlaag bij Gembloers (31 januari 1578). Rennenberg werd daarna door de Staten-Generaal naar Overijssel gestuurd om enkele steden in te nemen waar Spaansgezinde garnizoenen waren gelegerd, wat onder meer leidde tot het Beleg van Kampen en het Beleg van Deventer. Rennenberg probeerde ook in Overijssel de gelijkheid van de rooms-katholieke en calvinistische eredienst te handhaven. Zijn positie werd echter in 1579 vrijwel onmogelijk na het aannemen van de Unie van Utrecht, die door de Overijsselse Landdag werd verworpen en ook weerstand ondervond bij de (katholieke) meerderheid van de Groningse bevolking.

## Verraad van Rennenberg

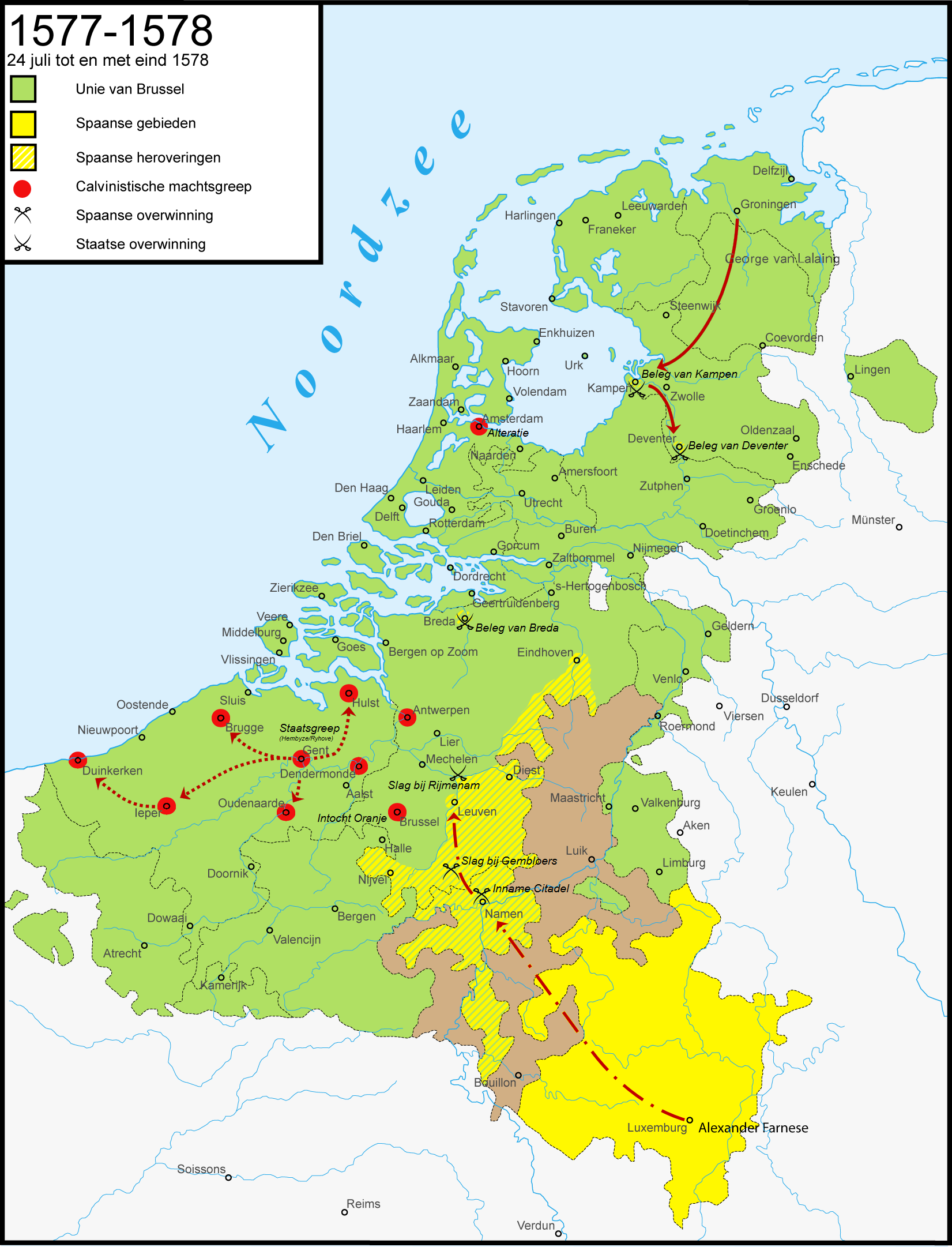
De Nederlanden in 1577-'78: Rennenberg verovert Kampen en Deventer op de Spanjaarden, terwijl in veel zuidelijke steden calvinisten de macht grijpen, en ondertussen Parma (Farnese) noordwaarts oprukt.

### Oorzaken
In de Nederlandse geschiedenis is beschuldigend geschreven over het zogeheten "Verraad van Rennenberg", onder meer in P.C. Hoofts werk de Nederlandsche Historien ,  Veel katholieken in de Nederlanden hadden aanvankelijk de Pacificatie van Gent van harte ondersteund, in de hoop dat hiermee een verzoening tussen katholiek en protestant kon worden bewerkstelligd. De ervaring was echter dat in veel steden de goed georganiseerde calvinisten hier geen genoegen mee namen. In onder meer Brugge, Gent en Brussel hadden de calvinisten de macht overgenomen (de tijd van de zogeheten calvinistische republieken) en was de positie van de resterende katholieken zeer precair geworden, in strijd met wat in de Pacificatie was bepaald.

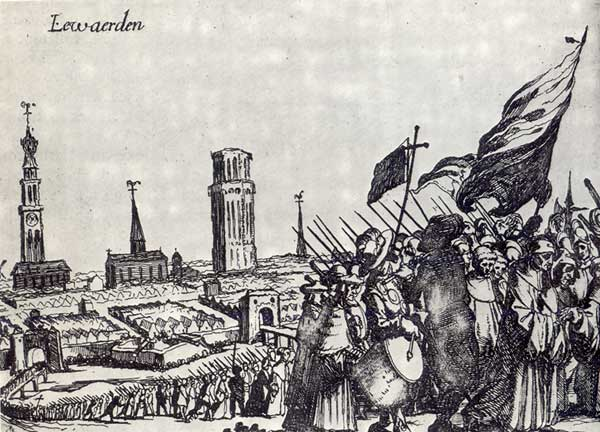
Katholieken verlaten Leeuwarden in februari 1580, verdreven door radicale calvinisten.

De uiteindelijke keuze van Rennenberg werd mede bepaald door de situatie in de gewesten waar hij stadhouder van was. In Friesland was de positie van Rennenberg als stadhouder afhankelijk van de blokhuizen in Leeuwarden, Harlingen en Stavoren. In januari en februari 1580 werden deze steunpunten door de Staten van Friesland ingenomen en werd Rennenberg onbekwaam verklaard voor het stadhouderschap in Friesland.
In Groningen moest Rennenberg laveren tussen de tegenstrijdige belangen van beide leden van het gewest, de stad en de Ommelanden. Na het onbekwaam verklaren van Rennenberg in Friesland werden zijn troepen onder bevel gesteld van Bartold Entens, een Ommelander jonker en een verklaard tegenstander van de stad Groningen. Rennenberg werd daarmee vrijwel gedwongen zich te verenigen met de stad, en dan met name met de katholieke factie binnen Groningen.
Zijn uiteindelijke keuze, op 3 maart 1580 om over te gaan naar de Spaanse zijde, werd dan ook van harte gesteund door het Groningse stadsbestuur. Het is zelfs de vraag of het Rennenberg was of de Groninger magistraat die de uiteindelijke beslissende stap zette.
Boven op de politiek moeilijke toestand kwam er nog de druk bij van Rennenbergs vroom katholieke moeder Anna, en zijn zuster Cornelia van Lalaing, die hem had gezegd: "Sult gij een hooft ende regeerder sijn van den Ketters en Rebellen? Sult gij uwer ouden moeder dien hooftsweer aandoen?" Bovendien hadden zijn twee neven Emanuel Filibert (een Malcontentenleider) en Filips (stadhouder van Henegouwen) zich in 1578 respectievelijk 1579 weer met de koning verzoend; in zijn familie stond Rennenberg steeds meer alleen.

### Aanleiding en list
Buiten de stad Groningen had Rennenberg eind februari al zijn gezag verloren aan Bartold Entens, blijkens een onderschepte brief van de Unie. Een nieuw onderschepte brief van Entens aan de protestantse burgemeester Reidt Alberda gaf de doorslag: op 3 maart om 11:00 zou Entens met zijn leger voor de Heerenpoort staan en binnengelaten worden door de protestanten om de stad in te nemen. Rennenberg zat tussen drie vuren: de Staatsen hadden hem laten vallen en zouden hem spoedig uit zijn ambt zetten, de Spaanse veldheer Alexander Farnese, hertog van Parma, was al sinds 1578 bezig met een gestadige opmars om de Nederlanden te heroveren, en de overwegend katholieke burgers van Groningen vonden hem te protestants en gedroegen zich steeds vijandiger. Als hij zou kiezen voor de Opstand hield hij niets over, maar als hij koos voor de koning, kon hij rekenen op de steun van de katholieke bevolking en de medewerking van Parma.
In de avond van 2 maart verscheen Rennenberg op de Breede Merckt, waar hij de burgerwacht toesprak. Hij betoogde dat tot dan toe hij gemeend had dat de protestanten streefden naar een goede hervorming van het christendom, maar men nu onder de mom van het geloof wereldlijke macht zocht te verwerven. Toen hij het volk om steun vroeg, hieven alle aanwezigen met instemmend gejoel de hand op. Daarop beraadslaagde de stadhouder de hele nacht en smeedde een list om de protestanten vóór te zijn: in plaats van zes, zou de klok 's morgens voor de tweede maal vijf slaan en de trompetten blazen. Op dit teken moest iedereen met zijn geweer op de markt verzamelen. Daarna zou men de protestantse samenzweerders oppakken en de stadspoorten sluiten tegen de staatse soldaten onder Entens.

### Overlopen

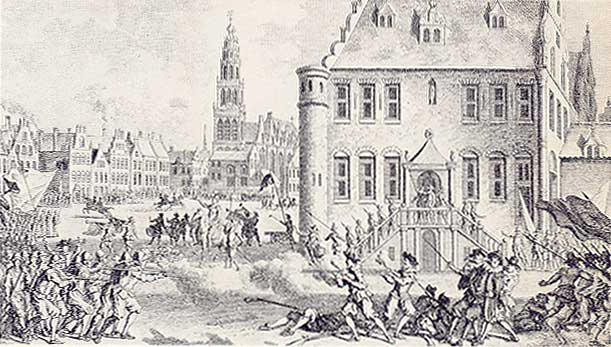
3 maart 1580: het 'Verraad' op de Groninger Breede Merckt. Rennenberg is te paard met getrokken sabel.

Bij het afgesproken teken namen de gewapende mannen van burgerhopman Peter van Oldendorp met fakkels en geweerschoten in de lucht in de ochtend van 3 maart de Breede Merckt in en blokkeerden alle toegangswegen. Rennenberg voegde zich te paard bij hem, vergezeld door ongeveer dertig vooraanstaande burgers. Volgens ooggetuigen gedroeg hij zich als een gek, terwijl hij zijn getrokken degen zwaaide en schreeuwde: "Staat bij, staat bij, vrome burgers; ziet mij heden eerst regt als stadhouder des konings, en bereid om met u te leven en te sterven!" Vervolgens gaf Rennenberg opdracht de twee geschutstukken te laden die voor het stadhuis stonden, en trommelen en trompetten te laten klinken. Ongeveer 600 burgers gaven aan de oproep gevolg en verschenen gewapend op de markt, met als herkenningsteken een witte doek om de arm of hoed. De malcontenten haalden de protestanten onder het wachtwoord 'koning' uit hun huizen en zuiverden zo de hele stad. Oud-burgemeester Jacob Hillebrands, die later die dag Entens binnen zou laten, kwam vanuit zijn huis in de Heerestraat met zijn volgelingen om de katholieke machtsgreep te verhinderen, maar hij kreeg een kogel door zijn hoofd Verder sneuvelde er nog één iemand uit Bremen; de overige slachtoffers waren hooguit gewond. De ook gewonde burgemeester Dirk Schaffer, de raadslieden en zo'n 200 protestantse burgers werden gevangengenomen. Een paar hervormde burgers ontkwamen door over de stadsmuur te klimmen en de gracht over te zwemmen. Rond half 11 was het karwei geklaard.

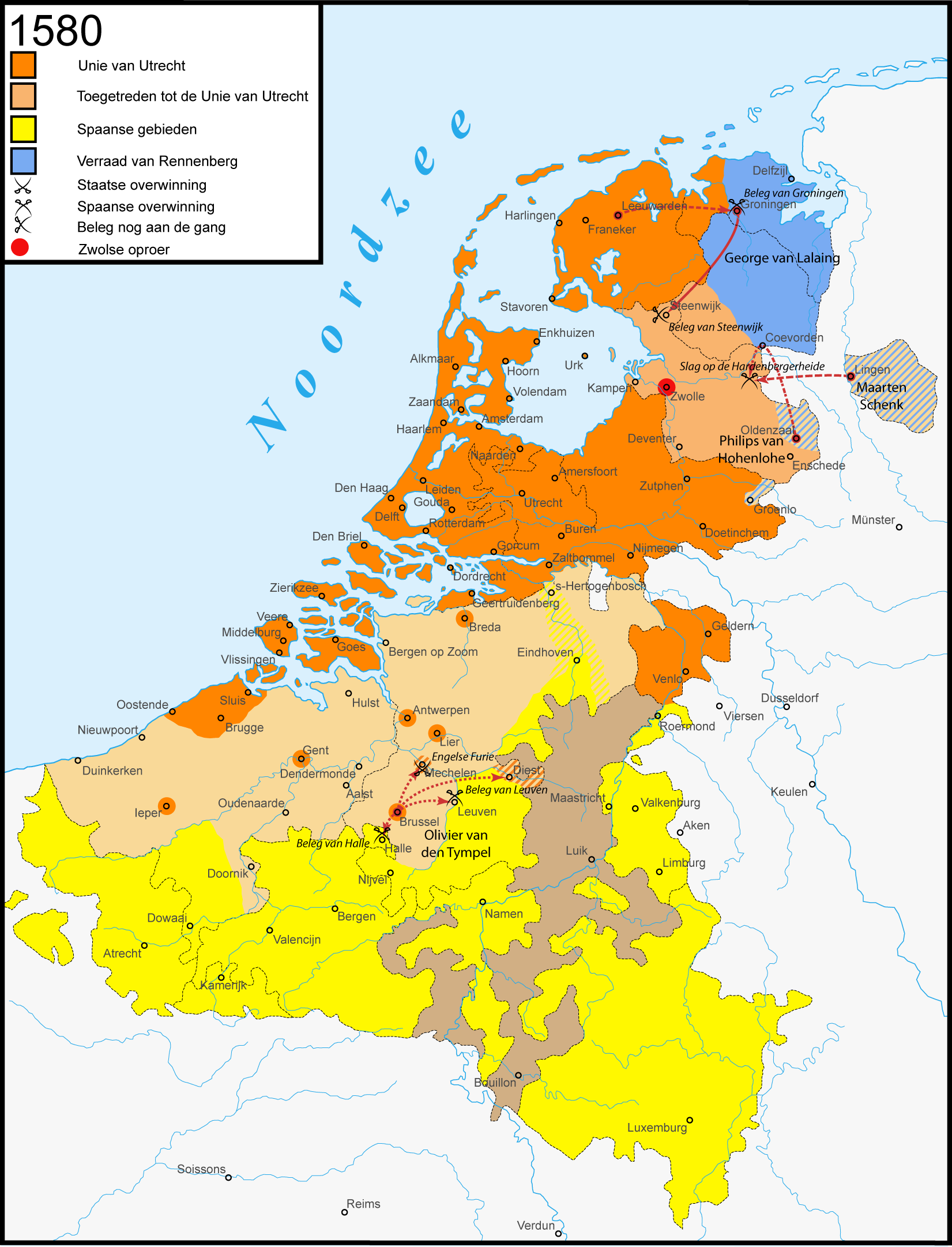
Rennenbergs overlopen opende een nieuw noordelijk front; de overwegend protestantse Unie van Utrecht verloor met hem een belangrijke katholieke bondgenoot.

Rennenberg schreef die dag een brief aan Parma, daarin bewerend dat hij altijd trouw was gebleven aan de koning en zijn landvoogd, en zijn gewesten nu had teruggebracht onder 'de obediëntiën des konings'. Het stadsbestuur werd gezuiverd, en het nieuwe geheel katholieke bestuur schreef op 5 maart ook een brief aan Parma, waarin men stelde dat de Groninger burgerij altijd trouw was gebleven aan de regering, en men op 3 maart slechts enkele samenzweerders met de Unie van Utrecht had opgepakt; in feite had men tot die dag echter openlijk de Opstand gesteund.

## Spaanse stadhouder

### Beleg van Groningen
In de avond van 3 maart zou Bartold Entens de stad alsnog belegeren, maar er waren geen medestanders voor hen meer in Groningen om de poorten te openen. Entens kreeg nog versterking van Willem Lodewijk en Diederik Sonoy, maar op 18 juni moesten de staatsen zich terugtrekken. Rennenberg en zijn aanhangers hadden het beleg doorstaan en trachtten nu zich meester te maken van de Ommelanden, Drenthe en Friesland.

### Strijd om de Noordelijke gewesten

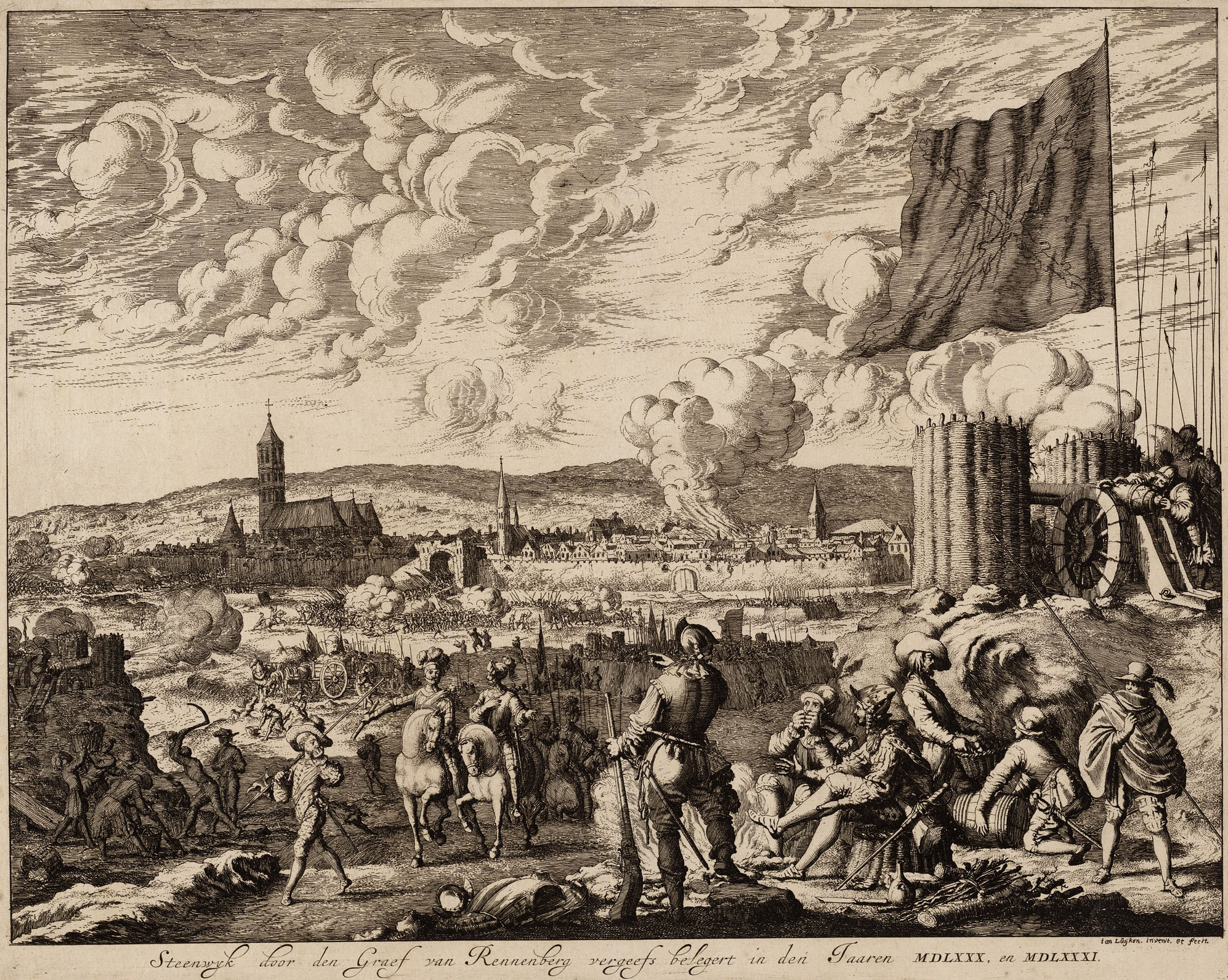
Rennenbergs vier maanden durende vergeefse belegering van Steenwijk.

Rennenberg trachtte diverse steden over te halen om ook voor de Spaanse kant te kiezen, door het sturen van opruiende brieven. Dit had vaak een averechts effect. Zo werden in Deventer naar aanleiding van het verraad en de opruiende brieven verscheidene kerken geplunderd.
Samen met zijn veldmaarschalk Maarten Schenk van Nydeggen veroverde Rennenberg Delfzijl, Lingen en Oldenzaal. Maar hij belegerde Steenwijk vergeefs en trok zich terug.
Rennenberg zelf werd kort na zijn overgang ernstig ziek. Op 23 juli 1581 overleed hij en werd begraven in de Groningse Martinikerk. Hij werd opgevolgd door Francisco Verdugo.

## Voorouders
| Voorouders van George van Lalaing | Voorouders van George van Lalaing                                 | Voorouders van George van Lalaing                                 | Voorouders van George van Lalaing                                              | Voorouders van George van Lalaing                                              | Voorouders van George van Lalaing                                            | Voorouders van George van Lalaing                                            | Voorouders van George van Lalaing                                      | Voorouders van George van Lalaing                                      |
| --------------------------------- | ----------------------------------------------------------------- | ----------------------------------------------------------------- | ------------------------------------------------------------------------------ | ------------------------------------------------------------------------------ | ---------------------------------------------------------------------------- | ---------------------------------------------------------------------------- | ---------------------------------------------------------------------- | ---------------------------------------------------------------------- |
| Overgrootouders                   | Joost van Lalaing (1437-1483) ∞ 1462 Bonne van Viefville (-)      | Joost van Lalaing (1437-1483) ∞ 1462 Bonne van Viefville (-)      | Jacob I van Luxemburg-Saint Pol (1445-1487) ∞ Maria van Berlaymont (1450-1529) | Jacob I van Luxemburg-Saint Pol (1445-1487) ∞ Maria van Berlaymont (1450-1529) | Herman VI van Rennenberg (1415-1471) ∞ Amalia van Erbach-Michelstadt (-1484) | Herman VI van Rennenberg (1415-1471) ∞ Amalia van Erbach-Michelstadt (-1484) | Jasper van Culemborg (1445-1504) ∞ Johanna van Bourgondië (1459-1515)  | Jasper van Culemborg (1445-1504) ∞ Johanna van Bourgondië (1459-1515)  |
| Grootouders                       | Karel I van Lalaing (1466-1525) ∞ Jacoba van Luxemburg (-)        | Karel I van Lalaing (1466-1525) ∞ Jacoba van Luxemburg (-)        | Karel I van Lalaing (1466-1525) ∞ Jacoba van Luxemburg (-)                     | Karel I van Lalaing (1466-1525) ∞ Jacoba van Luxemburg (-)                     | Willem van Rennenberg (1470-1545) ∞ Cornelia van Culemborg (1486–1541)       | Willem van Rennenberg (1470-1545) ∞ Cornelia van Culemborg (1486–1541)       | Willem van Rennenberg (1470-1545) ∞ Cornelia van Culemborg (1486–1541) | Willem van Rennenberg (1470-1545) ∞ Cornelia van Culemborg (1486–1541) |
| Ouders                            | Filips van Lalaing (1510-1555) ∞ Anna van Rennenberg (1521-1583?) | Filips van Lalaing (1510-1555) ∞ Anna van Rennenberg (1521-1583?) | Filips van Lalaing (1510-1555) ∞ Anna van Rennenberg (1521-1583?)              | Filips van Lalaing (1510-1555) ∞ Anna van Rennenberg (1521-1583?)              | Filips van Lalaing (1510-1555) ∞ Anna van Rennenberg (1521-1583?)            | Filips van Lalaing (1510-1555) ∞ Anna van Rennenberg (1521-1583?)            | Filips van Lalaing (1510-1555) ∞ Anna van Rennenberg (1521-1583?)      | Filips van Lalaing (1510-1555) ∞ Anna van Rennenberg (1521-1583?)      |
| George van Lalaing (1536-1581)    |                                                                   |                                                                   |                                                                                |                                                                                |                                                                              |                                                                              |                                                                        |                                                                        |